# ジョージ・ダンロップ・レスリー

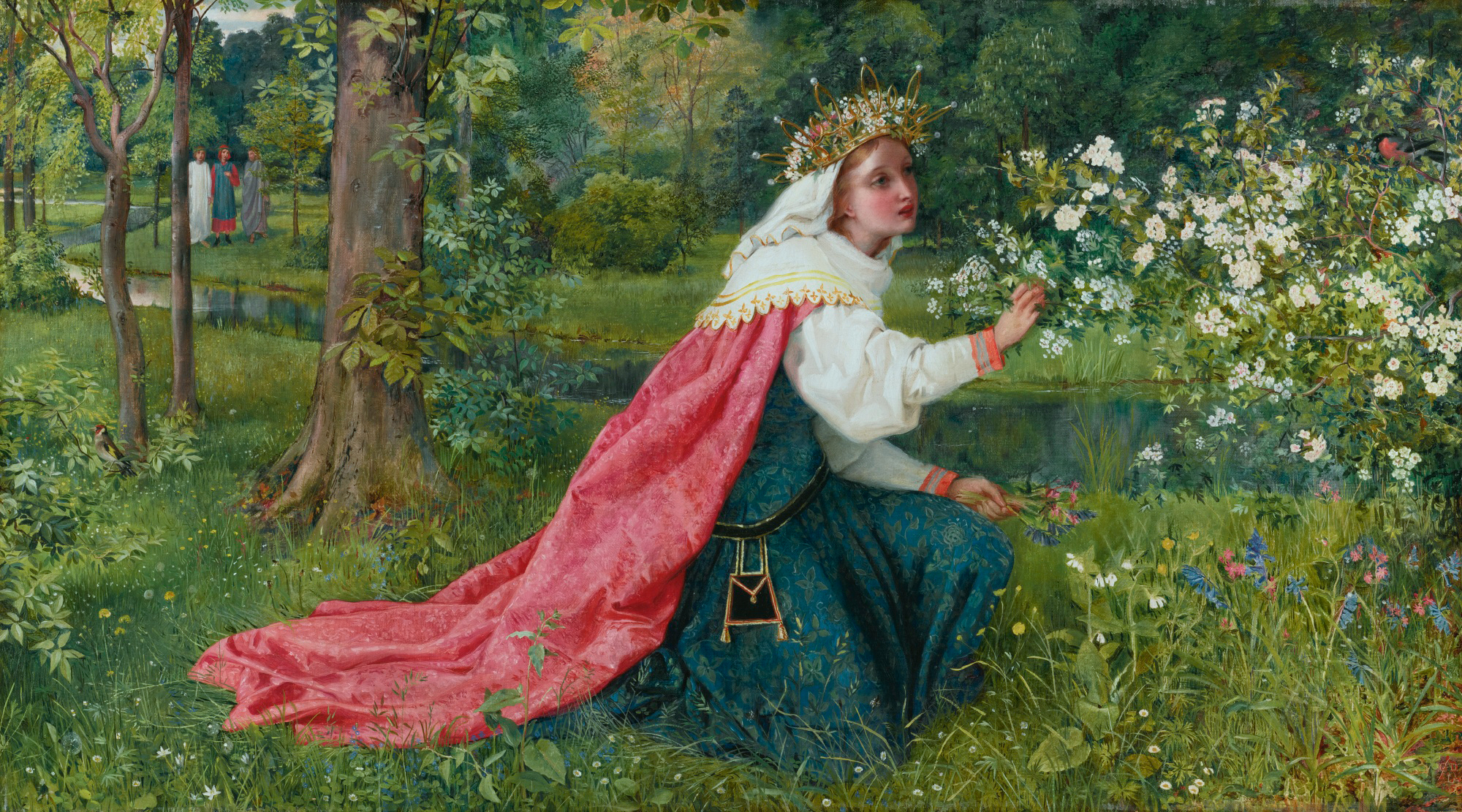
レスリーの初期の作品「Matilda」(1859年)
(神曲 煉獄篇 のマテルダ題材)

ジョージ・ダンロップ・レスリー（George Dunlop Leslie RA、1835年7月2日 - 1921年2月21日）はイギリスの画家である。

## 略歴
ロンドンで生まれた。父親のチャールズ・ロバート・レスリーは文学作品を題材にした絵画を得意にした画家で、叔父のロバート・レスリーは海洋画家であった。フランシス・スティーブン・ケーリが運営するロンドンの私立の美術学校で学んだ後、1854年からロイヤル・アカデミー・オブ・アーツの美術学校で学んだ。1859年からロイヤル・アカデミーの展覧会に毎年出展をした。1868年にロイヤル・アカデミーの準会員になり、1876年に正会員になった。
はじめ、ロンドンのシティ・オブ・ウェストミンスターのセント・ジョンズ・ウッド(St John's Wood)地区に住み、フィリップ・ハモジェニーズ・コールドロンやヘンリー・ステイシー・マークスらと「セント・ジョンズ・ウッド派（St John's Wood Clique）」を形成した。
1884年にオックスフォードシャーの
セントレオナルド・フォスターレーンに住み、近所に住む画家の姉メアリー・レスリー(Mary Leslie: 1833–1907)やジェームズ・ヘイラー(James Hayllar:1829–1920)と1887年のビクトリア女王即位50年を記念する肖像画を描いた。1906年からはサセックスの Lindfieldに住んだ。
初期の作品の「Matilda」には、当時イギリスで流行していたラファエル前派の影響が見られるが、イギリスの家族の生活の雰囲気を描くスタイルに変わっていき、子供たちや、親子を題材に描いた。
作家としても、自ら挿絵を描いた随筆、「Our river」(1888)、「Letters to Marco」(1893)、「Riverside letters」(1896)を出版し、ロイヤル・アカデミーの初期の歴史を書いた、「The inner life of the Royal Academy」も出版した。

## 作品

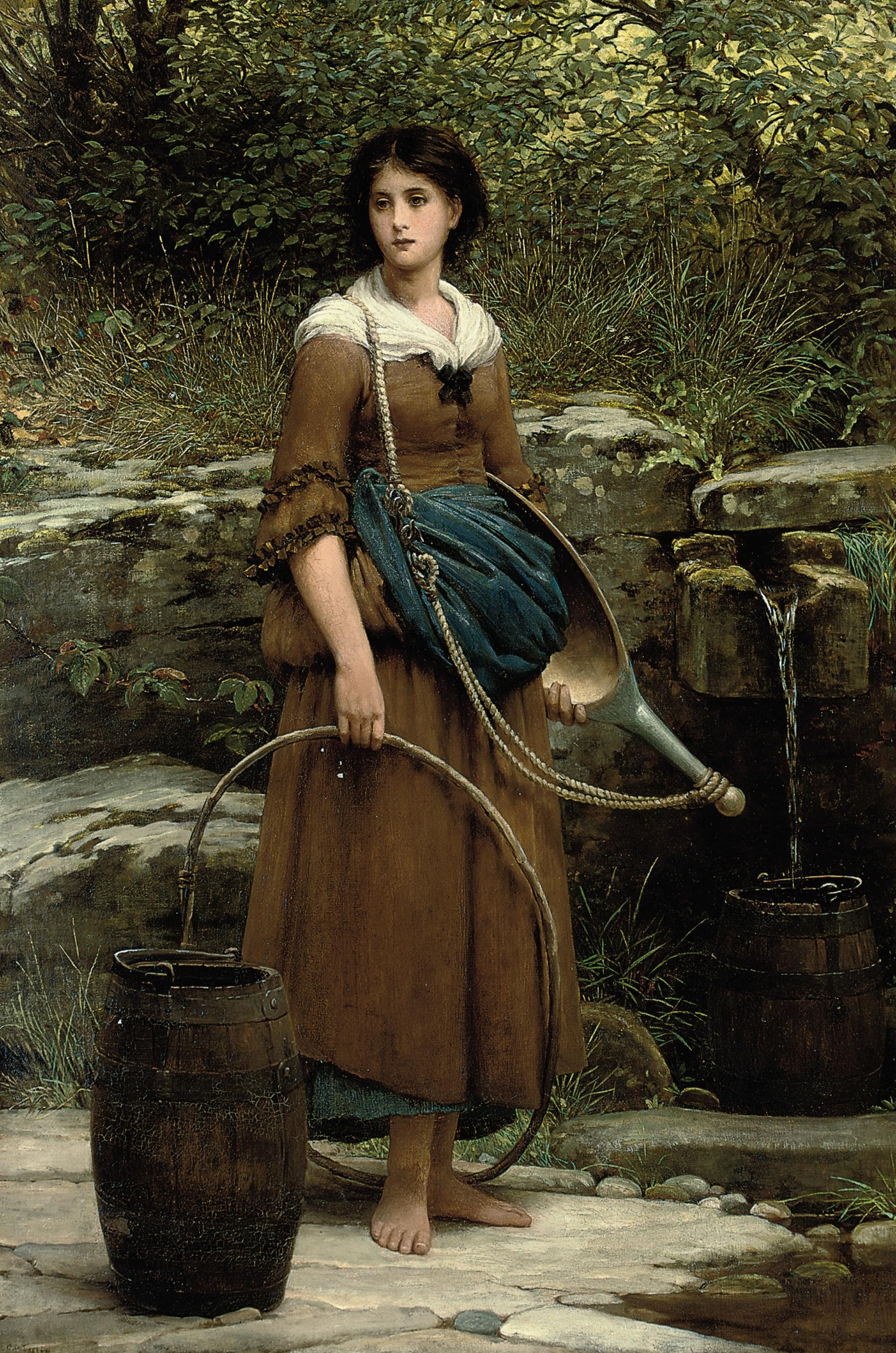
「The Nut Brown Maid」(1981) (バラッドの「ナッツ・ブラウン・メイド（英語版）」が題材)
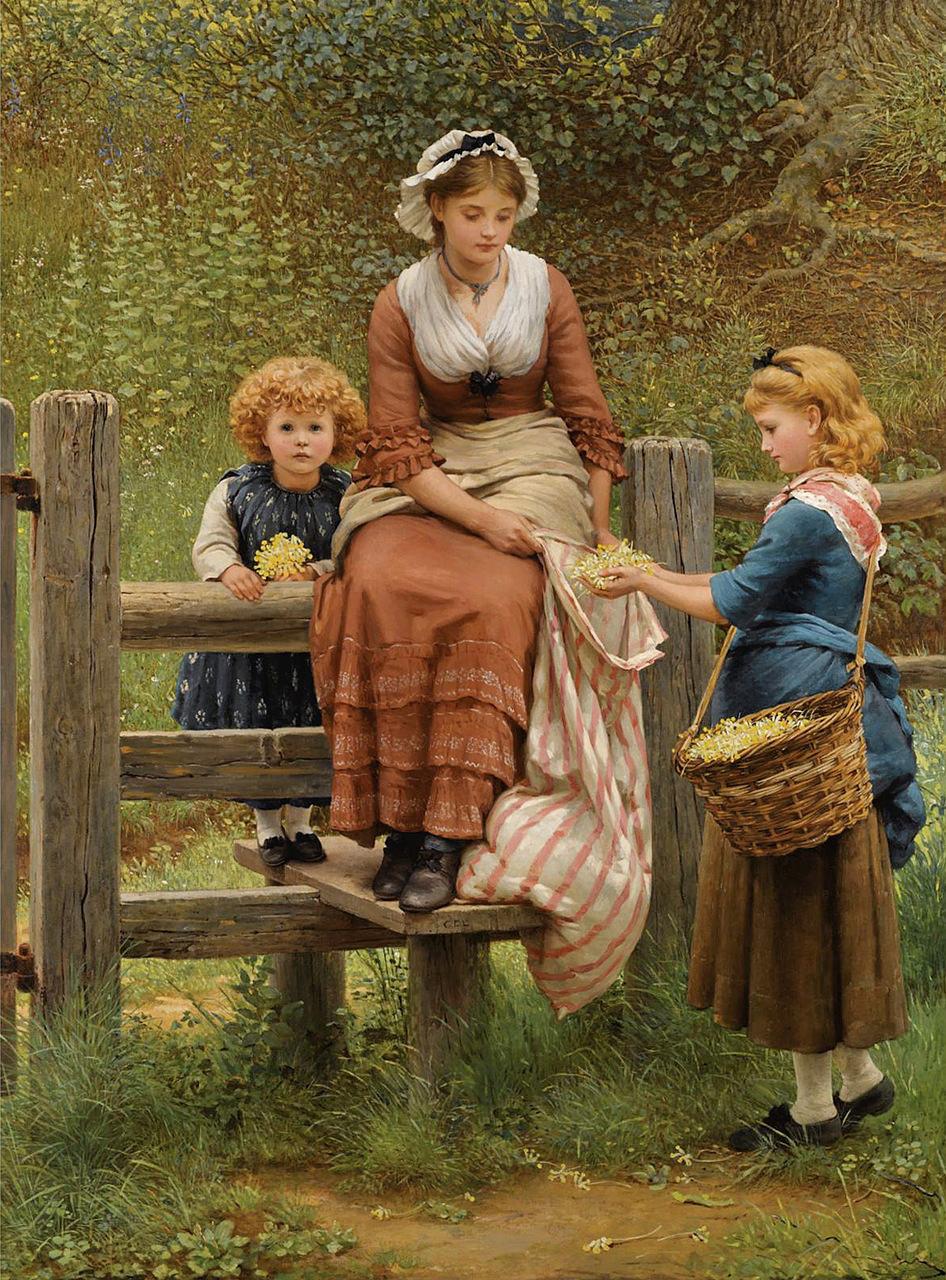
「Cowslips(黄花九輪桜)」 (1877)
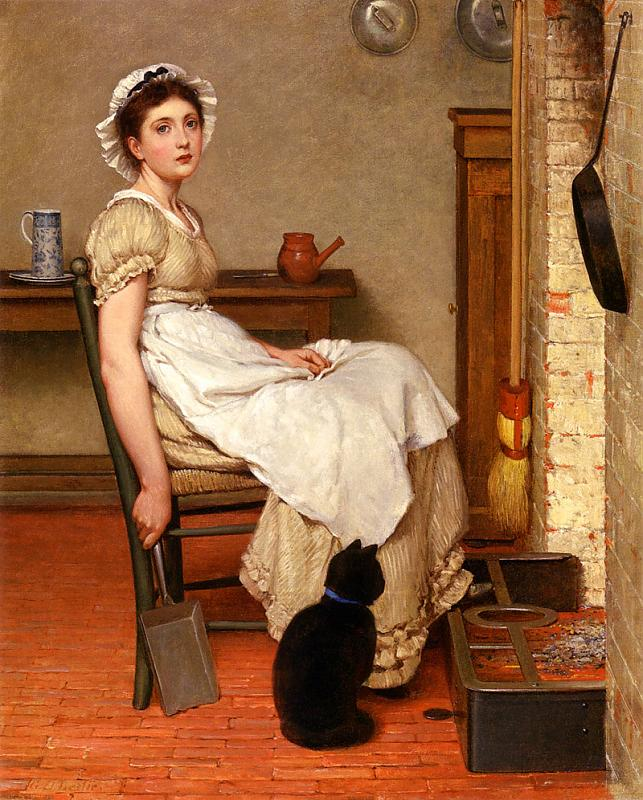
「Her first place(彼女の最初の場所)」(19世紀頃)
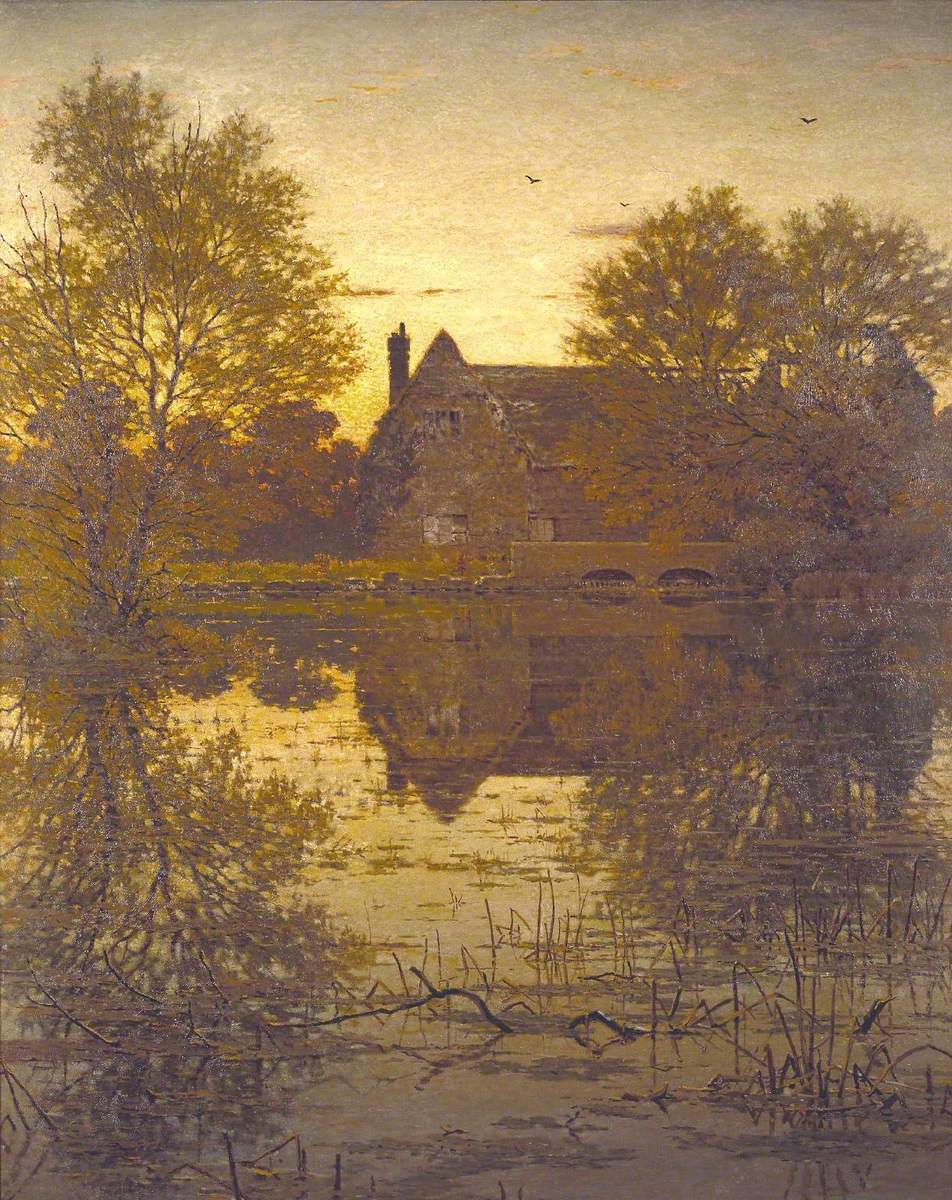
廃屋 (1906)

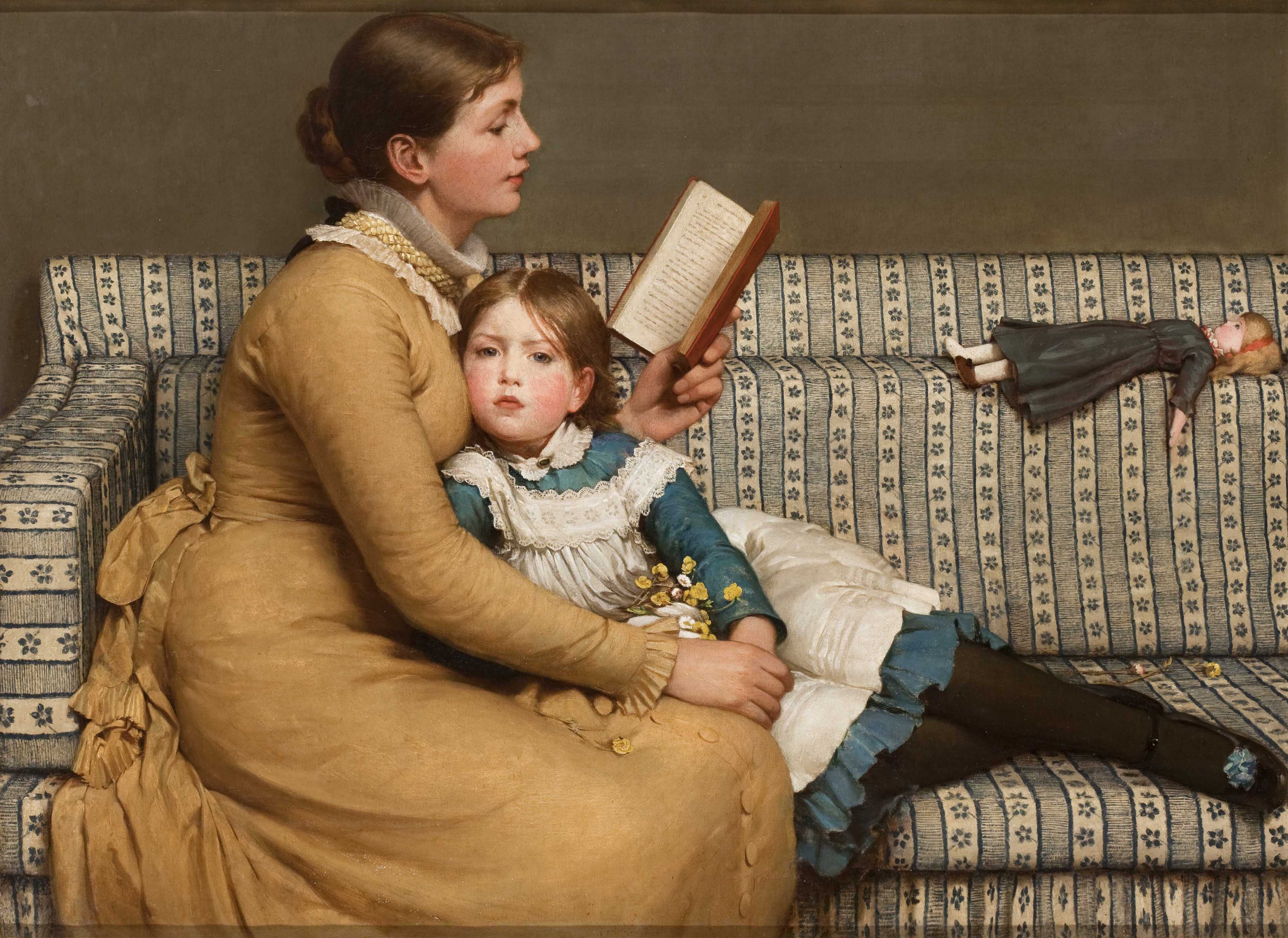
不思議の国のアリス（1879年頃）
バラ(1880)
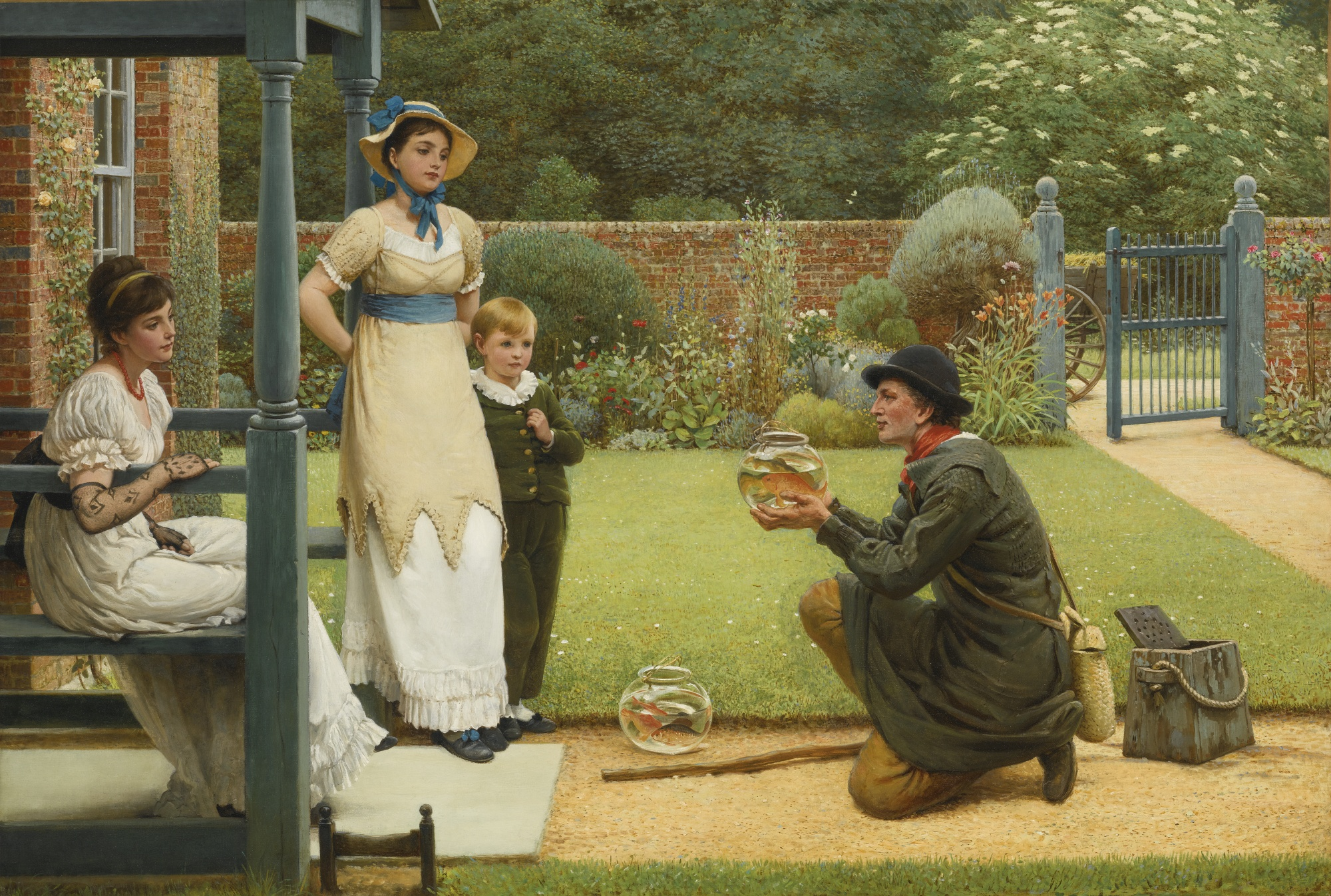
金魚売り